# 히요시혼초역
히요시혼초역(일본어: 日吉本町駅, ひよしほんちょうえき)은 일본 가나가와현 요코하마시 고호쿠구에 있는 요코하마 시 교통국 그린 라인 (4호선)의 역이다. 역 번호는 G09이다. 스테이션 컬러는 배후에 육박하는 작은 숲 등 주변 지역의 녹지 조경인 연록색■이다.

## 역 구조
섬식 승강장 1면 2선의 지하역이다. 역사 위에는 지역 주민을 위한 다세대 교류 시설인 "이키이키 회관"이 설치되어 있다(일반인 이용 가능). "이키이키 회관"의 건설에 있어서는 히요시혼초니시마치카이가 약 20년 동안 인근 상가 등에서 기부금을 모으면서 총 1억 2,500만엔의 자금을 조달했다. 또한, 시에서 1,500만엔의 지원도 받았다.

### 승강장
| 승강장 | 노선      | 행선                     |
| ------ | --------- | ------------------------ |
| 1      | 그린 라인 | 센터 기타・나카야마 방면 |
| 2      | 그린 라인 | 히요시 방면              |

- 상기 표시된 노선명은 여객 안내 상의 명칭에서 기재되고 있다.

## 역 주변
- 요코하마 시립 고마바야시 초등학교
- 요코하마 시립 히요시다이니시 중학교
- 요코하마 시립 히요시다이 중학교
- 곤조지
- 세이코인
- 니시료 절
- 히요시혼초도미가사키 공원
- OK 스토어 히요시 점
- 세븐 일레븐
- 히요시 탕

## 역사
- 2008년 3월 30일: 요코하마 시영 지하철 그린 라인 개통과 동시에 영업 개시.
- 2012년 5월 1일: docomo Wi-Fi로, 무선 LAN서비스 개시.

## 역명의 유래
주변 지명에서 유래하였다. 도큐 선에 접속하는 히요시 역으로 오인되기 때문에 역무원들이 요청을 하고 있다.

## 사진

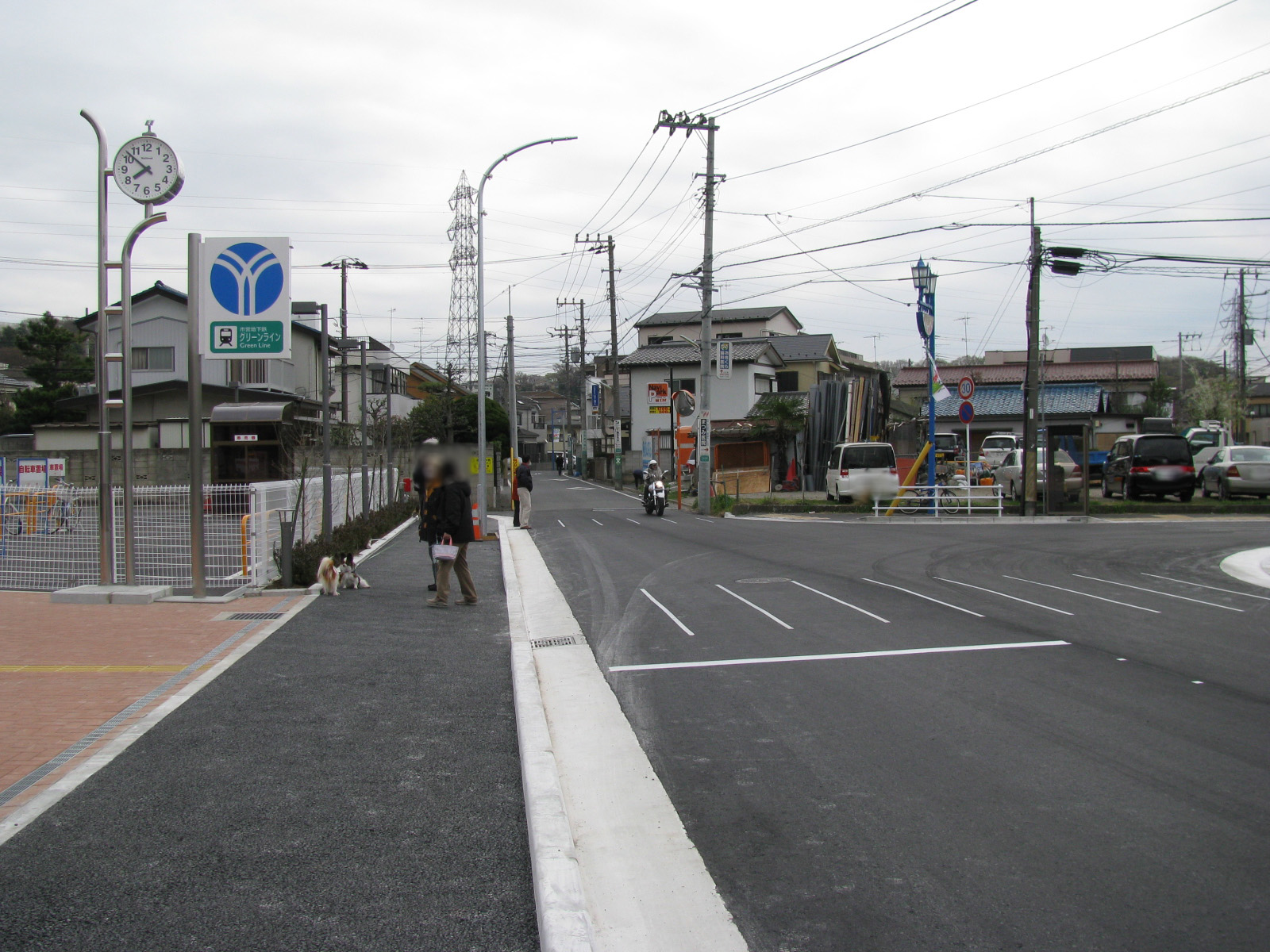
역전
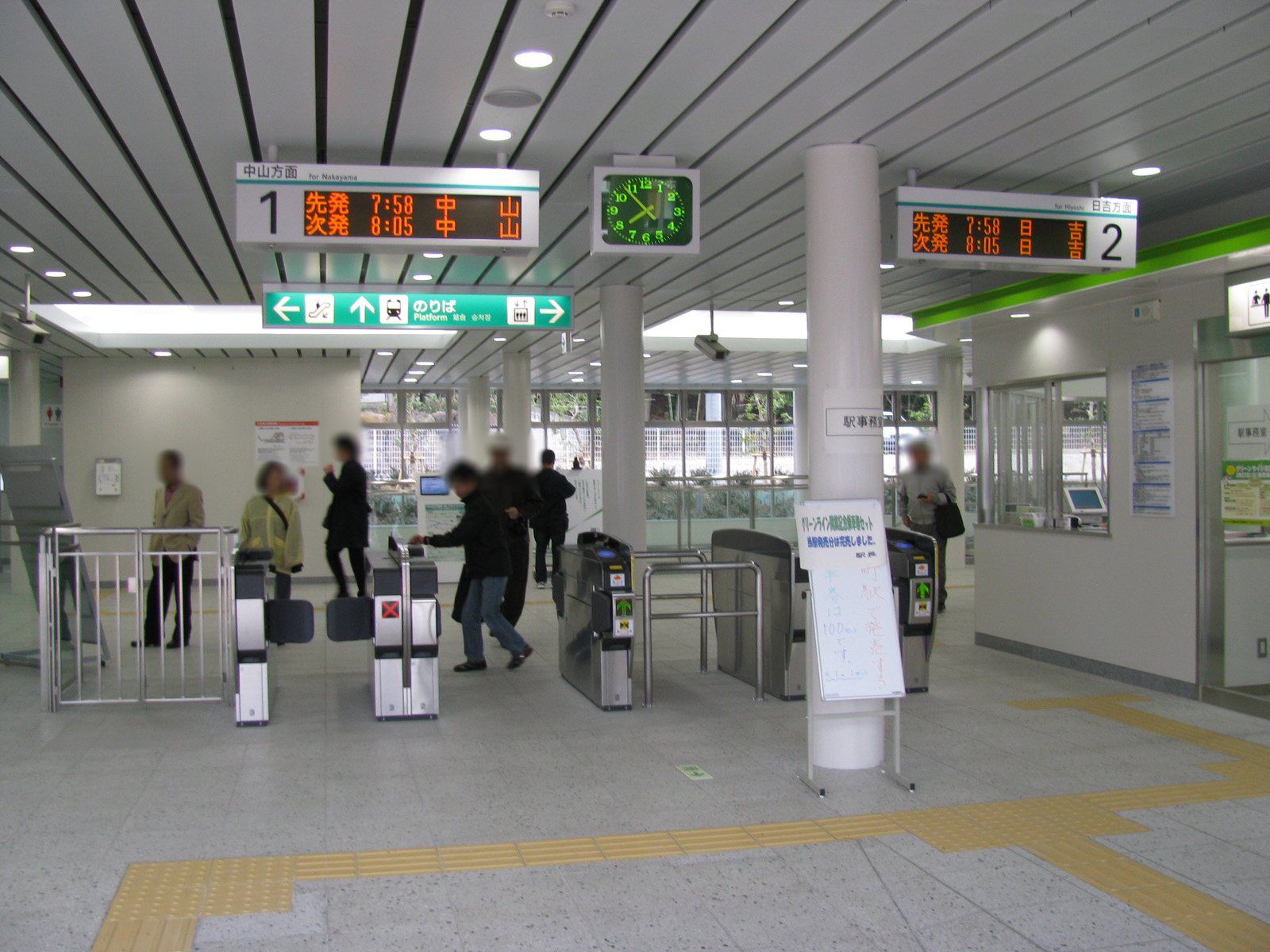
개찰구

## 인접역
| 요코하마 시 교통국 지하철 그린 라인 | 요코하마 시 교통국 지하철 그린 라인 | 요코하마 시 교통국 지하철 그린 라인 |
| ----------------------------------- | ----------------------------------- | ----------------------------------- |
| G08 다카타 나카야마 방면            |                                     | 히요시 G10 히요시 방면              |